# Nationaal park Llanganates
Nationaal park Llanganates (Spaans: Parque Nacional Llanganates) is een beschermd gebied in Ecuador, in de provincies Cotopaxi, Napo, Pastaza en Tungurahua. Verondersteld wordt dat de naam Llanganates afkomstig is uit het Quechua en mooie berg betekent. In het park bevindt zich de Cerro Hermoso, wat in het Spaans ook mooie berg betekent. Het gebied is beroemd vanwege de legende dat hier de schat zou zijn verborgen waarmee Atahualpa tevergeefs geprobeerd zou hebben zich vrij te kopen van de Spaanse conquistadores.
Bezoekers van het park komen meestal via Salcedo of  Baños.

## Ecologie
Het park is in twee ecologische zones verdeeld: een oostelijke en een westelijke zone.
De westelijke zone bevindt zich in de páramo, het neotropisch alpine ecosysteem in de hoge deel van de Andes. In dat gebied leven Zuid-Amerikaanse kameelachtigen zoals  vicuña’s, lama’s en  alpaca’s.
De oostelijke zone is lager gelegen en kent een grotere diversiteit een planten en dieren. Dit gebied is zeer slecht en uitsluitend te voet bereikbaar. Doordat er veel rivieren door deze zone stromen is het moeilijk te doorkruisen.